# Monkey Me

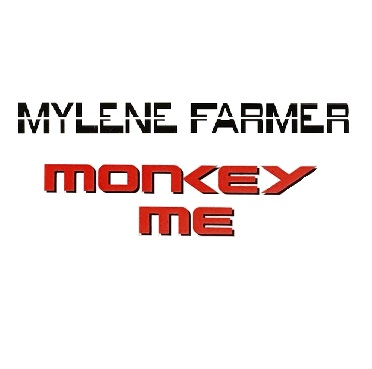
Monkey Me (logo del álbum)

Monkey Me es el noveno álbum de estudio de la cantante Mylène Farmer. Acompaña al álbum el lanzamiento de su sencillo A l'ombre, que ocupa el primer lugar de las listas francesas. El álbum fue lanzado el 3 de diciembre de 2012. Tuvo un recibimiento mixto por parte de los críticos. Sin embargo, el álbum alcanza el número uno el 15 de diciembre de 2012 con 147 530 unidades en su primera semana; fue certificado con un disco diamante. En 2016 recibe un disco de oro por sus ventas internacionales, a causa de la promoción de su último disco hasta la fecha, Interstellaires.